# Nintendo GameCube-Game Boy Advance cable

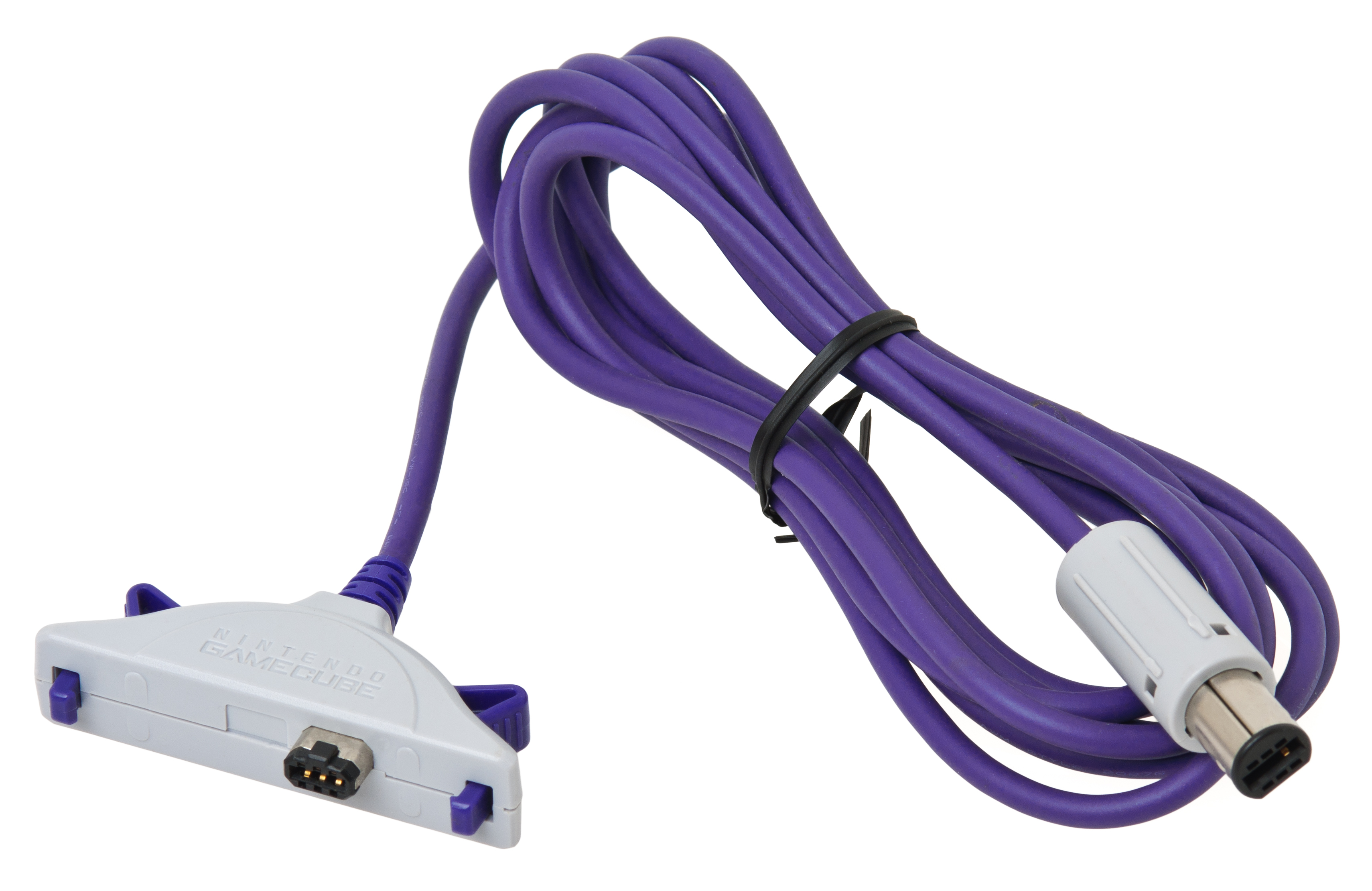
Nintendo Gamecube-Game Boy Advance Cable

O Nintendo GameCube-Game Boy Advance cable é um cabo utilizado para conectar o GameCube (GCN) e o Game Boy Advance (GBA) para trocar informações. Pequenos jogos podem ser baixados para o GBA, o GBA pode ser utilizado como uma tela extra para algum jogo, ou o GBA pode ser usado com um controle separado. O cabo possui uma extensão que conecta com a entrada de controles do GameCube e outra que conecta na porta de extensão do GBA. É, de certa forma, o sucessor do Transfer Pak do Nintendo 64.
Este cabo é apenas compatível com o GameCube, Game Boy Advance SP, Game Boy Advance, Game Boy Player e e-Reader. O cabo não funciona com o Game Boy micro, pois ele utiliza uma entrada diferente. Porém, Troz1820 descobriu uma forma de modificar a saída para o Game Boy Advance do cabo, tornando-o compatível com o Game Boy micro. 

## Jogos do GameCube que utilizam o cabo
Segue abaixo a lista de jogos de GameCube que usam o Nintendo GameCube-Game Boy Advance Cable.
- All-Star Baseball 2004
- Amazing Island
- Animal Crossing
- Batman: Rise of Sin Tzu
- Billy Hatcher and the Giant Egg
- Dakar 2
- Disney Sports Basketball
- Disney Sports Football
- Disney Sports Soccer
- Disney Sports Snowboarding
- Disney's Magical Mirror Starring Mickey Mouse
- FIFA Soccer 2004
- Final Fantasy: Crystal Chronicles
- Fire Emblem: Path of Radiance
- Harry Potter and the Chamber of Secrets
- Harry Potter and the Prisoner of Azkaban
- Harry Potter: Quidditch World Cup
- Harvest Moon: A Wonderful Life
- Harvest Moon: Another Wonderful Life
- Hot Wheels Velocity X
- Interactive Multi-Game Demo Disc: Version 16
- James Bond 007: Everything or Nothing
- The Legend of Zelda: Four Swords Adventures
- The Legend of Zelda: The Wind Waker
- The Lord of the Rings: The Return of the King
- Madden NFL 2003
- Madden NFL 2004
- Mario Golf: Toadstool Tour
- Mario Kart Double Dash!! Bonus Disc
- Medabots Infinity
- Medal of Honor: Rising Sun
- Mega Man X: Command Mission
- Metroid Prime
- NASCAR Thunder 2003
- Nintendo Gamecube Preview Disc
- Nintendo Puzzle Collection
- Pac-Man Vs.
- Phantasy Star Online Episode I & II
- Phantasy Star Online Episode I & II Plus
- Pokémon Box: Ruby & Sapphire
- Pokemon Channel
- Pokémon Colosseum
- Pokémon Colosseum Bonus Disc
- Pokémon XD: Gale of Darkness
- Prince of Persia: The Sands of Time
- Rayman 3
- Road Trip: The Arcade Edition
- The Sims: Bustin' Out
- Sonic Adventure 2 Battle
- Sonic Adventure DX: Director's Cut
- SSX 3
- Star Wars: Rogue Squadron III: Rebel Strike
- Tiger Woods PGA Tour 2004
- Tom Clancy's Splinter Cell
- Tom Clancy's Splinter Cell: Pandora Tomorrow
- Tom Clancy's Splinter Cell: Chaos Theory
- The Urbz: Sims in the City
- Wario World
- WarioWare, Inc.: Mega Party Game$

## Jogos de Game Boy Advance que utilizam o cabo
Segue abaixo a lista de jogos do Game Boy Advance que utilizam o Nintendo GameCube-Game Boy Advance Cable.
- All-Star Baseball 2004
- Batman: Rise of Sin Tzu
- Crash Nitro Kart
- Disney Sports Basketball
- Disney Sports Soccer
- Disney Sports Snowboarding
- Disney's Magical Quest Starring Mickey and Minnie
- FIFA Soccer 2004
- Fire Emblem
- Fire Emblem: The Sacred Stones
- Harry Potter and the Chamber of Secrets
- Harry Potter and the Prisoner of Azkaban
- Harry Potter: Quidditch World Cup
- Harvest Moon: Friends of Mineral Town
- Harvest Moon: More Friends of Mineral Town
- Hot Wheels: Velocity X
- James Bond 007: Everything or Nothing
- Lord of the Rings: Return of the King
- Madden NFL 2004
- Mario Golf: Advance Tour
- Medabots: Metabee and Rokusho Versions
- Medal of Honor: Infiltrator
- Metroid Fusion
- Pokémon Emerald
- Pokémon Fire Red
- Pokémon Leaf Green
- Pokémon Ruby
- Pokémon Sapphire
- Prince of Persia: The Sands of Time
- Rayman 3
- Road Trip: Shifting Gears
- The Sims: Bustin' Out
- Sonic Advance
- Sonic Advance 2
- Sonic Pinball Party
- SSX 3
- Tiger Woods PGA Tour 2004
- Tom Clancy's Splinter Cell